# Giovanni Ottavio Manciforte Sperelli
Giovanni Ottavio Manciforte Sperelli (ur. 22 lutego 1730 w Asyżu, zm. 5 czerwca 1781 w Rzymie) – włoski kardynał.

## Życiorys
Urodził się 22 lutego 1730 roku w Asyżu, jako syn Marcantonia Mancifortego i Flavii Sperelli. Studiował na La Sapienzy, gdzie uzyskał doktorat utroque iure. 7 września 1755 roku przyjął święcenia kapłańskie, a także został referendarzem Trybunału Obojga Sygnatur. 17 czerwca 1771 roku został tytularnym arcybiskupem Teodozji, a sześć dni później przyjął sakrę. W latach 1771–1775 był nuncjuszem we Florencji. 23 czerwca 1777 roku został kreowany kardynałem in pectore. Jego nominacja na kardynała prezbitera została ogłoszona na konsystorzu 11 grudnia 1780 roku i nadano mu kościół tytularny Santa Maria in Trastevere. Zmarł 5 czerwca 1781 roku w Rzymie.